# Georg Andersson (1902–1969)
Georg Axel Waldemar Andersson, född 19 september 1902 i Fässbergs församling död 28 december 1969 i Mölndals församling, var en svensk målare, tecknare och grafiker.
Andersson var son till skräddaren Nils Andersson och Alma Sofia Andreasdotter samt från 1930 gift med Dagmar Sofia Alexandra Engström. Frånsett privata studier för Saga Walli och Sigfrid Ullman var Andersson autodidakt som konstnär. Han medverkade i samlingsutställningar med Göteborgs konstförening, separat ställde han ut i bland annat Mölndal och på Olsens konstsalong i Göteborg. Han konst består av blomsterstilleben, figurer och landskap i de flesta tekniker. Som illustratör utförde han teckningarna till Högerpartiets valfilm Över partierna - ett starkt försvar 1936.